# イングランド人とアイルランド人とスコットランド人
イングランド人とアイルランド人とスコットランド人（イングランドじんとアイルランドじんとスコットランドじん、イギリス英語: An Englishman, an Irishman and a Scotsman）とは、イギリスで人気のエスニックジョークのネタである。この種の話には3人ないし4人のグレートブリテンおよび北アイルランド連合王国の各民族が登場する。

## 形式
ジョークは「イングランド人とアイルランド人とスコットランド人が -」（"An Englishman, an Irishman and a Scotsman..."）（登場人物の民族的属性）で始まり、彼らが登場する。そしてオチには各自の国民性が反映される。
例1
イングランド人とアイルランド人とスコットランド人が島に取り残された。イングランド人が真鍮製の飾り物に躓いてそれを拾い上げ、「おい、これは魔法のランプだ。」と言った。スコットランド人がそれをこするとランプの精が出現し「3つの願い事をかなえましょう。」と言った。
- イングランド人は「帰ってパブでのんびりしたい。」と願いをした。そして彼は消えた。
- スコットランド人は言った。「帰ってフィッシュ・アンド・チップスを一皿食いたい。」すると彼も消えた。
- アイルランド人は足を進めつつ言った。「うーん…、一人ぼっちだ。彼らが戻ってくれればいいのに。」

例2
イングランド人とアイルランド人とスコットランド人がパブに入り、そろってビールを買った。冷えたビールをグッと飲もうとしたその瞬間、ハエが一匹ずつビールにぽちゃんと落ちた。
- イングランド人はビールを捨ててしまった。
- スコットランド人はビールの中からハエをつまみ出し、気にせずにビールを飲み続けた。
- アイルランド人はハエをつまみ出して逆さにぶら下げ、こう叫んだ。「吐け！ オレのビールを吐きだせ、この野郎！！」

例3
イングランド人とアイルランド人とスコットランド人がパブで、それぞれの子供の名前の由来について話していた。
- イングランド人「私の子供は聖ジョージの日に生まれたので、ジョージと名付けた」
- スコットランド人「それは奇遇だ。私の子供は聖アンドリューの日に生まれたので、アンドリューと名付けた」
- アイルランド人「なんて偶然なんだ。同じように、私の子供はパンケーキ・デイに生まれたんだ」